# Gare de Goderich
La  gare de Goderich (CPR) est une ancienne gare ferroviaire canadienne de la ligne de Guelph à Goderich, située sur le territoire de la municipalité de Goderich, dans la province de l'Ontario.
Elle est mise en service en 1907 par le Canadien Pacifique. Elle est fermée en 1988.
L'ancien bâtiment voyageurs est désigné comme patrimoine municipale en 2005. Réaffecté en restaurant il a été déplacé de 250 mètres en 2013.

## Situation ferroviaire
Établie à environ 187 mètres d'altitude, la gare de Goderich (CPR) était le terminus de la ligne de Guelph à Goderich.

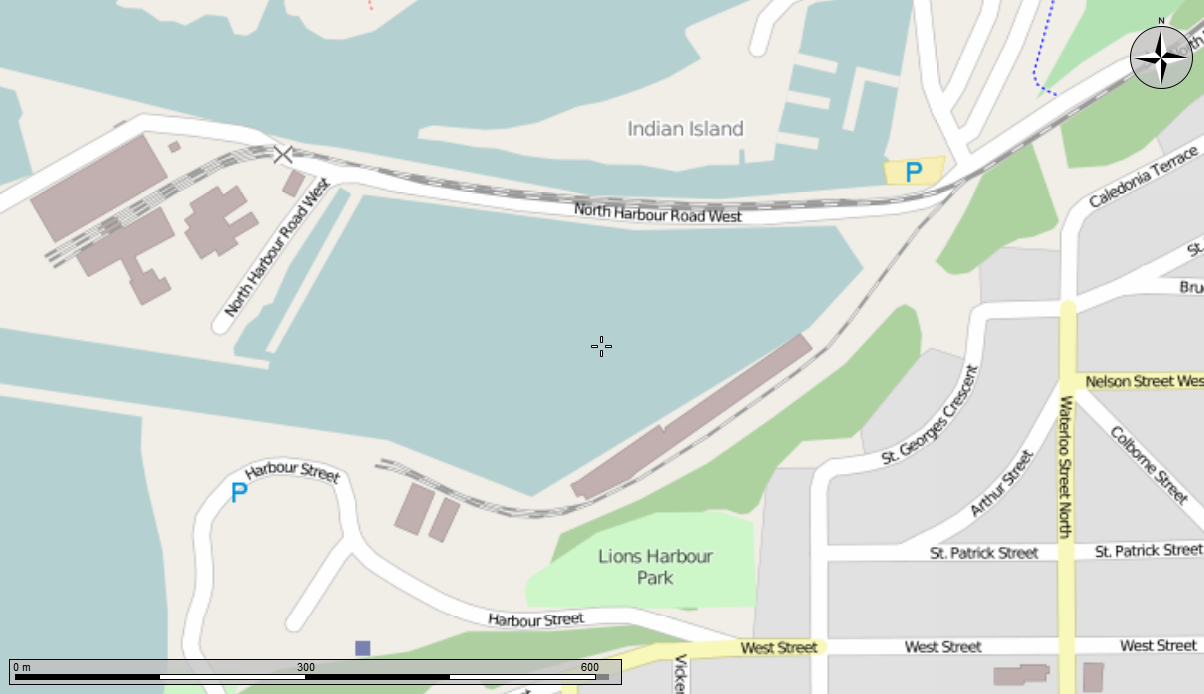
Carte montrant l'emplacement de la Gare (avant son déplacement), sur la ligne ferroviaire en bas.

## Histoire

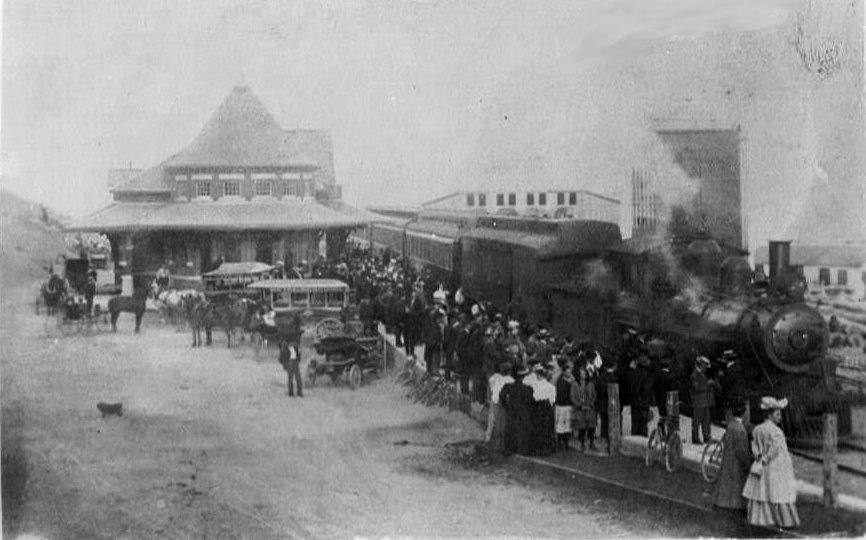
Premier train à la gare en 1907.

Le premier train de passagers arrive à la gare le 26 août 1907; une foule modeste a salué le train. Le ciel nuageux s'éclaira et la ligne sera officiellement ouverte le 12 septembre 1907, avec des cérémonies à Goderich et à Guelph. Trois trains ont transporté 2700 personnes sur la ligne le premier jour. Un billet pour le voyage de Guelph à Goderich coute 1,20 $.
La gare en brique rouge est construite en 1907 . Le service passager prend fin en 1956 et le dernier train de marchandises quitte la gare en 1988 .
La Gare faisait partie de la ligne ferroviaire du Guelph and Goderich Railway (en) (qui serait loué au Canadien Pacifique pour 999 ans), une ligne de Guelph à Goderich, en Ontario. La ligne ferroviaire utilisait des rails avec un profil de 80lbs/verge.

## Patrimoine ferroviaire

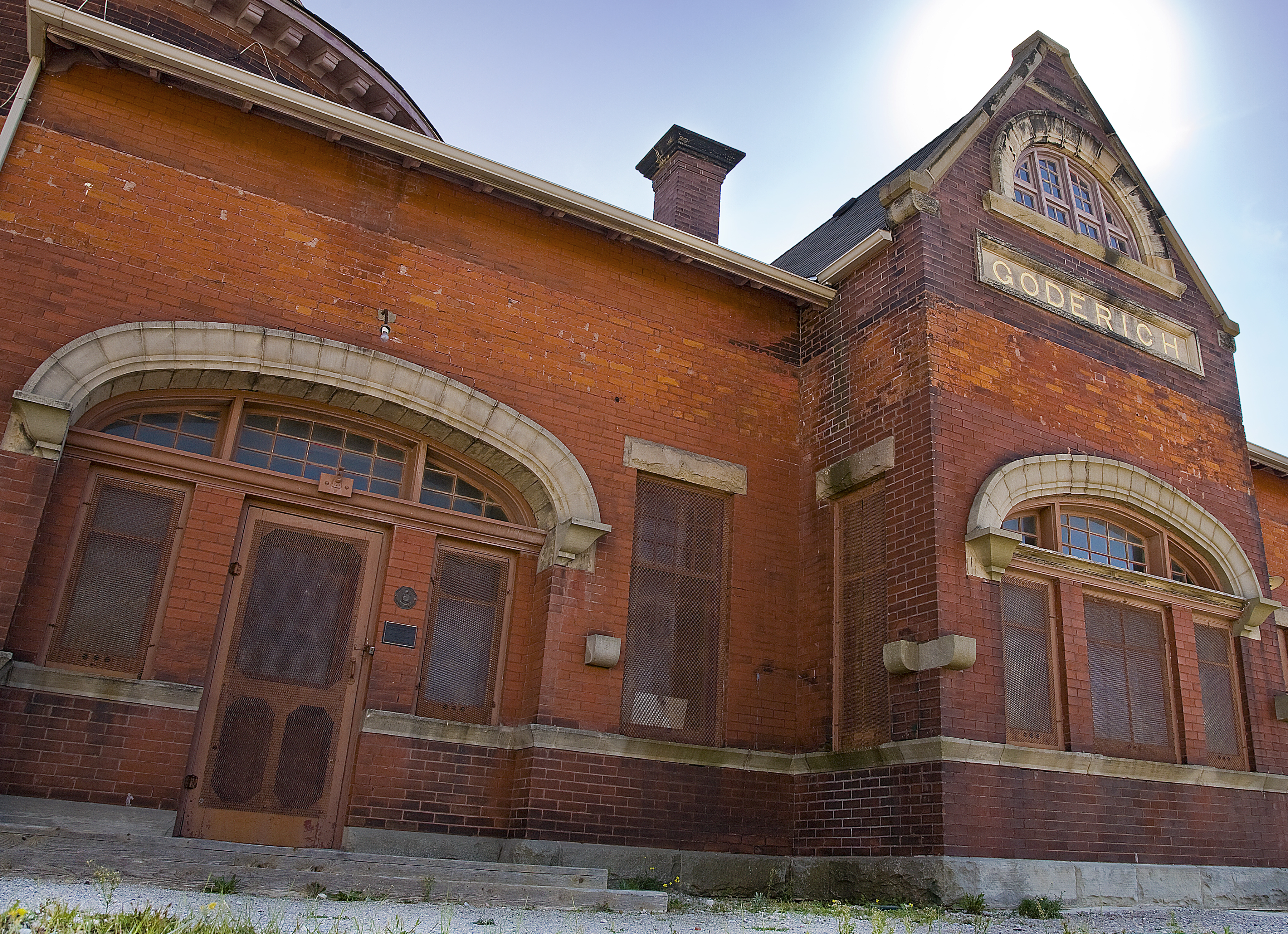
Détail du bâtiment en 2012.

L'ancien bâtiment voyageurs est désigné bâtiment historique par la ville de Goderich en 2005. Selon la désignation : « La gare du Canadien Pacifique de Goderich est un bel exemple d'une station de chemin de fer construite au début du XXe siècle. Construit en briques rouges sur une base de calcaire, le bâtiment asymétrique dispose d'un toit en croupe avec un frontispice surmonté d'un pignon central et décoré avec une lunette sur la façade. La partie la plus exceptionnelle sur l'extérieur est la stout, la tour de deux étages vitrée avec un toit à double pente qui s'étend de la façade nord. Apportant un rythme et de l'ordre à la station sont les détails de la pierre fine. Des linteaux et des seuils en pierre sont affichés sur toutes les fenêtres rectangulaires en larmiers courbant sur chacune des entrées voûtées.[...] À noter également, la porte d'entrée à arcades sur la façade est où les passagers attendent les trains. ».
Une étude du Heritage Resources Centre (HRC) de l'Université de Waterloo décrit en détail la gare. C'est un édifice avec un étage, de forme carrée / rectangulaire. Le mur extérieur principal a une fondation en pierre, avec un mur en briques d'appareils en panneresses. La gare a un toit à deux croupes, revêtu d'ardoise, un avant-toit et des bordures de pignons simples. L'édifice a une tour avec des lucarnes en forme de lunettes. Des escaliers d’entrée mènent au rez-de-chaussée.
Le bâtiment est restauré par la municipalité de Goderich pour une utilisation occasionnelle comme galerie ou salle pour des événements ponctuels.
Au début des années 2010, le bâtiment peu utilisé est finalement vendu pour un dollar à un entrepreneur local qui investit 1,8 million de $ pour déplacer le bâtiment et le réaffecter en restaurant. En 2013, une entreprise spécialisée déplace le bâtiment de 400 tonnes , d'un seul bloc, sur environ 250 mètres, pour un emplacement plus proche du bord du lac Huron.43° 44′ 35″ N, 81° 43′ 32″ O (emplacement de l'ancien bâtiment de la gare après son déplacement. Le nouvel établissement dénommé « Beach Street Station » ouvre en 2016.